# Néris-les-Bains
Néris-les-Bains là một xã trong tỉnh Allier, thuộc vùng hành chính Auvergne-Rhône-Alpes của nước Pháp, có dân số là 2.708 người (thời điểm 1999). Xã là một nơi nghỉ dưỡng vì có nguồn nước nóng.

## Nhân khẩu học
| 1962  | 1968  | 1975  | 1982  | 1990  | 1999  |
| ----- | ----- | ----- | ----- | ----- | ----- |
| 2.837 | 2.917 | 2.836 | 2.924 | 2.831 | 2.708 |

## Các thành phố kết nghĩa
- Wadersloh, Đức